# Sorbit
Sorbit [zɔrˈbiːt] (der Sorbit, auch das Sorbitol, Glucitol oder Hexanhexol) zählt zu den Alditolen (Zuckeralkoholen) und findet in vielen industriell hergestellten Lebensmitteln (Lebensmittelzusatzstoff E 420) als Zuckeraustauschstoff, Trägerstoff sowie Feuchthaltemittel Verwendung. Sorbit ist die reduzierte Polyolform der Hexosen Glucose, Fructose und Sorbose und kann aus diesen durch katalytische oder elektrochemische Hydrierung hergestellt werden.

## Vorkommen und Herstellung

### Sorbit-Vorkommen in Früchten (Auswahl)

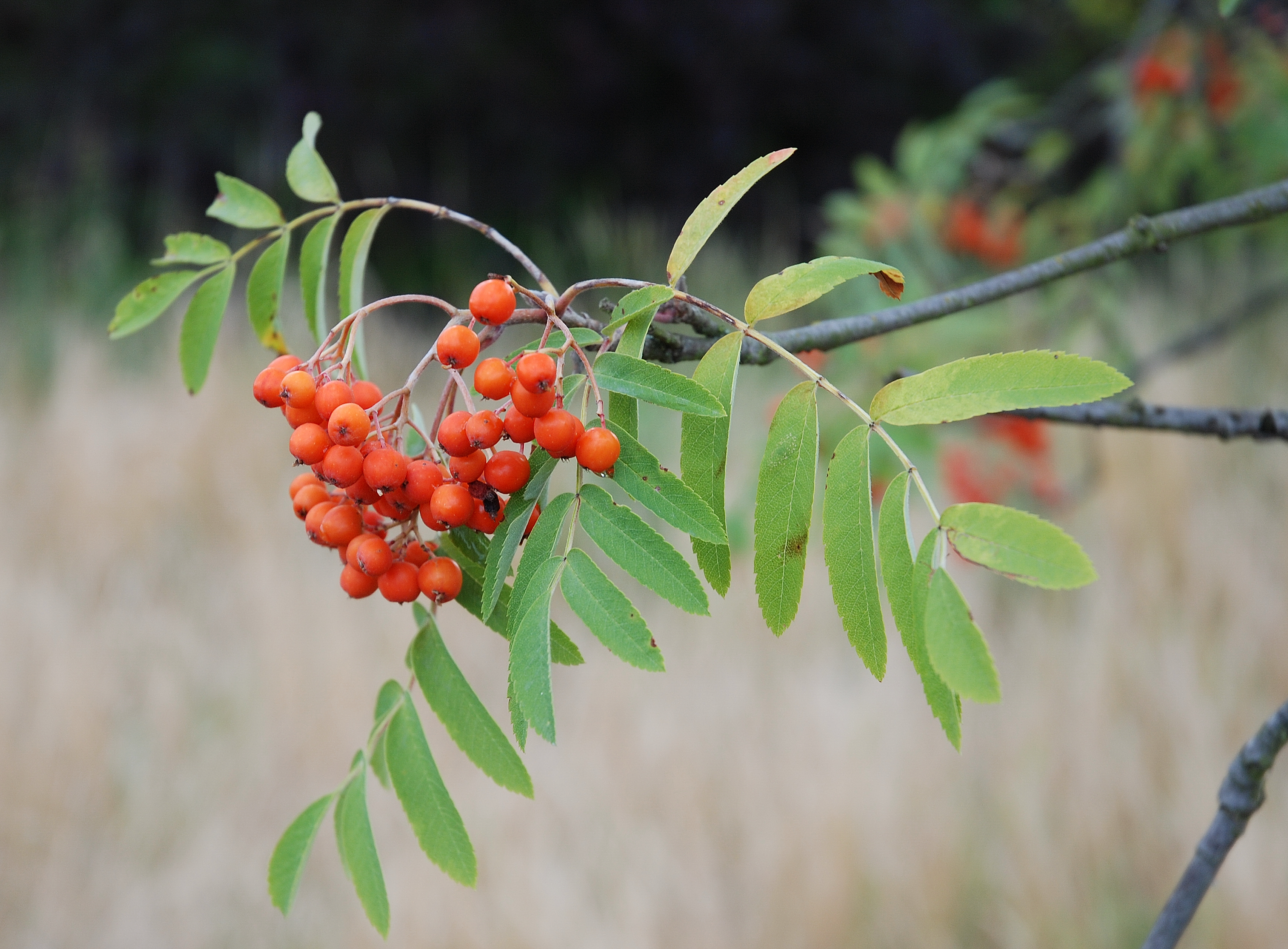
Früchte der Vogelbeere (Sorbus aucuparia)

Ursprünglich wurde Sorbit aus den Früchten der Eberesche (Vogelbeere, Sorbus aucuparia) gewonnen, die bis zu 12 % Sorbit enthalten. Er kommt aber auch in vielen anderen Früchten und vor allem in Kernobstsorten vor. Erwähnenswert hinsichtlich ihres hohen Anteils an Sorbit sind Birnen, Pflaumen, Äpfel, Aprikosen und Pfirsiche. Dagegen enthalten Beerenobst und Citrusfrüchte sowie Ananas und Trauben sehr wenig bis gar kein Sorbit.

### Herstellung
Die industrielle Herstellung erfolgt aus Glucose (Traubenzucker), die aus Mais- und Weizenstärke gewonnen wird; die Glucose wird anschließend durch katalytische Hydrierung zu Glucitol umgesetzt.

## Verwendung und Eigenschaften
Sorbit liefert mit 10 kJ/g (2,4 kcal/g) weniger Energie (physiologischer Brennwert) als Haushaltszucker (Saccharose) mit 17 kJ/g (4,1 kcal/g). Seine Süßkraft entspricht etwa 40–60 % im Vergleich zur Saccharose. Zur Erzielung derselben Süße im Lebensmittel ist daher entsprechend mehr Sorbit erforderlich, so dass der geringere Brennwert des Sorbits mehr als ausgeglichen wird. Für die Verstoffwechselung im Körper wird kein Insulin benötigt. Daher ist Sorbit zum Süßen von Diabetikerlebensmitteln geeignet und kommt in Deutschland und Österreich in diesen diätetischen Lebensmitteln zum Einsatz.
In der Lebensmittelherstellung wird Sorbit auch als Feuchthaltemittel eingesetzt, da es hygroskopische Eigenschaften besitzt und somit Lebensmittel (beispielsweise Kaugummis, Lebkuchen, Biskuit, Schokoladen- und Pralinenfüllungen), Kosmetika und auch Zahncremes vor dem Austrocknen schützt.
Da Sorbit im Mund nur wenig abgebaut wird, ist er nur leicht kariogen. Sorbit ist Bestandteil der meisten Zahncremes, die auf dem Markt zu finden sind. Er ist in der EU als Lebensmittelzusatzstoff der Nummer E 420 mit Ausnahme von Getränken als Zusatz für fast alle Lebensmittel in beliebig hoher Menge zugelassen, obwohl aufgenommene Mengen von mehr als 20 g/Tag zu Durchfall, Blähungen und Bauchschmerzen führen können. Jedes Lebensmittel, das mehr als 10 % Sorbit oder andere Polyole enthält, muss daher auch den Wortlaut: „… kann bei übermäßigem Verzehr abführend wirken.“ tragen.
Manche wasserbasierten Gleit- und Massagegels enthalten Sorbit anstelle von Glycerin.
Bei der Veresterung von Sorbit mit Nitriersäure entsteht Nitrosorbit, ein Sprengstoff, ähnlich dem Glycerintrinitrat, der früher ebendiesem beigemischt wurde. Nitrosorbit ist ein Isomer des Mannitolnitrats.
Weiterhin dient Sorbit als ein Zwischenprodukt bei der Synthese von Ascorbinsäure (Vitamin C) aus D-Glucose (Traubenzucker) nach Reichstein, wofür er zur entsprechenden Ketose, der L-Sorbose, als nächstes Zwischenprodukt oxidiert wird.
Große Mengen Sorbit werden zur Herstellung von Emulgatoren verwendet. Dazu wird es mit Fettsäuren zu Sorbitanfettsäureester umgesetzt. So erhält man relativ hydrophobe Emulgatoren zur Herstellung von Wasser-in-Öl-Emulsionen. Wenn diese Sorbitanfettsäureester mit Ethylenoxid umgesetzt werden, erhält man hydrophilere Emulgatoren, sogenannte Polysorbate, mit denen man Öl-in-Wasser-Emulsionen herstellen kann. Beide Gruppen von Emulgatoren gehören zu den nichtionischen Emulgatoren und werden in Kosmetika und Lebensmittel eingesetzt.

## Unverträglichkeit
Bei einer Sorbitunverträglichkeit (= Sorbitmalabsorption, Sorbitintoleranz) ist die Verwertung von Sorbit im Dünndarm ganz oder teilweise aufgehoben.
Symptome einer Intoleranz können u. a. Diarrhoe, Blähungen, Übelkeit oder Bauchschmerzen sein. Die Unverträglichkeit wird durch einen H2-Exhalationstest festgestellt, mit dessen Hilfe man Kohlenhydratmalassimilation diagnostiziert (dazu zählen ebenfalls Lactose- und Fructoseintoleranz). Ist eine Sorbitunverträglichkeit diagnostiziert, sollte man Produkte meiden, die Sorbit als Zuckeraustauschstoff enthalten. Besondere Vorsicht ist bei Diabetikernahrungsmitteln und Diät-/Lightprodukten geboten. Auch ist darauf zu achten, dass in fast allen herkömmlichen Kaugummis und Lutschpastillen Sorbit enthalten ist. Ebenso findet sich in vielen einheimischen Obstsorten, z. B. Pfirsich (0,9 g/100 g), Aprikose (0,82 g/100 g) oder Pflaume (1,4 g/100 g) eine nicht unerhebliche Menge Sorbit. Im Trockenobst ist die Konzentration aufgrund des Wasserverlustes noch höher; so ist die Konzentration etwa in getrockneten Aprikosen gut fünfmal so hoch (4,6 g/100 g) wie in frischen Früchten.
Die noch verträgliche Menge Sorbit ist individuell verschieden. Viele Betroffene vertragen bis etwa 5 Gramm pro Tag. Größere Mengen von 20–30 Gramm pro Tag können auch bei Menschen ohne Sorbit-Intoleranz Durchfälle verursachen.
Menschen mit der seltenen hereditären (ererbten) Fructoseintoleranz dürfen auch keinen Sorbit zu sich nehmen, da er im Stoffwechsel in Fructose umgewandelt wird.
Bei Patienten mit der deutlich häufigeren, intestinalen Fruktoseintoleranz (Fruktosemalabsorption) kann zusätzlich zur Fructoseintoleranz eine Sorbitintoleranz vorliegen, was jedoch einer gesonderten medizinischen Abklärung bedarf.

## Biochemie

Polyolweg von Glucose (1) über Sorbit (2) zu Fructose (3)

Im Organismus ist Sorbit Zwischenstufe des außerhalb der Leber vorkommenden Polyolweges und kann sowohl zu Glucose als auch zu Fructose umgewandelt werden. Neben dem Abbau von über die Nahrung zugeführtem Sorbit wird dieser Weg beschritten, um aus Glucose Fructose zu synthetisieren, vor allem in der Bläschendrüse zur Ernährung der Spermien. Das Enzym Aldosereduktase wandelt Glucose unter Verbrauch eines NADPH/H+ in Sorbit um, das Enzym Sorbitdehydrogenase oxidiert Sorbit zu Fructose, diesmal unter Gewinn eines NADH/H+.
Der Stoffwechsel des Sorbits spielt bei der Entstehung einiger Spätfolgen des Diabetes mellitus eine Rolle. Bei unphysiologisch hohem Glucoseangebot wird der Polyolweg beschritten, dessen Gleichgewicht auf der Seite von Sorbit und Fructose liegt. Da Fructose praktisch nur in der Leber abgebaut wird und Sorbit und Fructose die Zellen nicht verlassen können, akkumulieren sie und verschieben das osmotische Gleichgewicht der Zelle, was letztendlich zur Zellschwellung führt. Insbesondere die Entstehung des Grauen Stars wird auf diesen Mechanismus zurückgeführt, aber er spielt auch bei der diabetischen Mikroangiopathie und Neuropathie eine Rolle.

## Therapeutische Anwendung
In hohen Dosen wirkt Sorbit durch seine Wasseranziehungskraft auch als osmotisches Diuretikum. Derselbe Wirkungsmechanismus bedingt seine Verwendungsmöglichkeit als Klistier.